# Huize Holtum
Huize Holtum is gelegen aan de noordkant van het gelijknamige dorp Holtum bij Born, in de Nederlandse gemeente Sittard-Geleen.

## Beschrijving van het kasteel
Het huidige kasteel is een eenvoudig rechthoekig bakstenen herenhuis onder een, met een dakruiter voorziene zadeldak tussen twee topgevels. Het is geheel door grachten omgeven. De onderbouw is mogelijk uit de 16e eeuw en is voorzien van tongewelven en heeft schietgaten in de verbrede voet. Verder zijn er nog enkele muurresten uit de 14e eeuw. Op de linkervleugel en het linker deel van de achtergevel zijn de jaartalankers 1633 aangebracht, het bouwjaar van het huidige pand. De voorgevel heeft in het midden boven de voordeur een fronton uit omstreeks 1800 en is voorzien van vensters met een hardstenen omlijsting. Uit die periode dateert ook het dakruitertje op het zadeldak.
Het kasteel heeft een voorplein met aan weerszijden oorspronkelijk bij het kasteel behorende bebouwing uit de 19e eeuw. Het linker gebouw is een woonhuis met schuur, het rechter gebouw is een stal met een open voorhal met ronde bakstenen pijlers waar het dak op is afgesteund. Tussen het kasteel en de bijgebouwen heeft vroeger ooit een gracht gelopen. Het interieur heeft een 17e-eeuwse schouw met kariatiden. De binnendeuren zijn, net als de voordeur, uit 1777.

## Geschiedenis en bewoners
De eerste vermelding dateert uit 1354 als er sprake is van een edelmanshuis waaraan riddermatigheid was verbonden. Eerste bewoner en vermoedelijk bouwer van het huis is Johannes Voss die zich Voss van Houtheim gaat noemen. De familie Voss blijft eigenaar tot 1566 als Anna Voss huwt met Thierry van Westrum zu Gutaker. Een eeuw later gaat het huis door vererving over naar Willem Renerus van Brempt zu Itsenraedt (Etzenrade) die was gehuwd met Barones Anna Elisabeth Westrums en dat gebeurt nogmaals in 1681 als het in bezit komt van Jean van Horrich die trouwt met Anna De Brempt. Wederom door vererving komt het dan in 1785 in handen van baron Philip Jozef Saint-Remy die trouwt met Anna van Hove, erfgename van Marie-Therèse van Hove.
In de Franse Tijd wordt het huis van de familie Saint-Remy geconfisqueerd en wordt na enkele jaren aangekocht door de familie Quix, die eigenaar blijft tot 1921. Het wordt dan aangekocht door de familie Janssen die er blijft wonen tot de jaren 1980. Sinds 1986 is het eigendom van de familie Keulen-Gerads die het vanaf dan uitgebreid heeft gerestaureerd. Marie-José Gerads is beeldend kunstenaar en gebruikt een deel van het huis als atelier en houdt regelmatig exposities in de bijgebouwen.

## Trivia
De weilanden die het kasteel nog steeds omringen, horen sinds 2001 weer bij het kasteel. Het is de bedoeling om het totale gebied van ongeveer 16 ha rondom het kasteel in te richten als landgoed. Zo wordt het landgoed ondergebracht onder de Natuurschoonwet en de continuïteit van Huize Holtum veiliggesteld voor de toekomst.
Aerwinkel · Kasteel Afferden · Aldt Huys · Aldenborgh · Kasteel Aldenghoor · Aldenhoven · Alte Burg · Kasteel Amstenrade · Slot Annendael · Kasteel Arcen · Baersdonck · Bakvliet · Baronsberg · Baxhof · Beegden ·  Benzenrade · Kasteel De Berckt · Kasteel Bethlehem · Beusdaelshof · Binsfeld · Huis Blankenberg · Kasteel Bleijenbeek · Blitterswijck · Boerlo · Bolberg · Bollenberg · Kasteel De Bongard · Borggraaf · Kasteel d'Erp · Kasteel Borggraaf · Kasteel Borgharen · Kasteel Born · Huis Bree · Breust · Kasteel Broekhuizen · Broekhuizen · Gracht Burggraaf · Kasteel De Burght · Kasteel Cartils · Cloppenburg (Oost-Maarland) · Kasteel Cortenbach · Huis De Dael · Dammerscheid · Kasteel De Bockenhof · De Donck (Sevenum) · De Donck (Swolgen) · De Dorth ·  Huis ten Dijcken · Kasteel Doenrade · De Doom · Douve · Douvenrade · De Dries · Kasteel Erenstein · Kasteel Eijsden · Eijsden · Einrade · Kasteel Elsloo · Ensenbroek · Eperhuis · Etzenraderhuuske · Exaten · Kasteel Eijckholt · Kasteel Eyckholt · Eys · Gastendonck · Kasteel Genbroek · Gebroken Slot · Kasteel Geijsteren · Kasteel Op Genhoes · Kasteel Genhoes · Genneperhuis · Kasteel Het Geudje · Kasteel Geulle · Kasteel Geusselt · Geijsteren · Gen Heck · Ghoor · Kasteel Goedenraad · Kasteel Grasbroek · Kasteel Groenendaal · Groethof · Groot Paarlo · Kasteel van Gronsveld · De Gun ·Kasteel Haeren · Kasteel Den Halder · Heerlaer · Heeze · Heijen · 's-Herenanstel · Kasteel Hillenraad · Kasteel Hoensbroek · Hoenshuis · Holstrate · Holtmühle · Huize Holtum · Kasteel Horn · De Horst · Huys ter Horst · Ten Hove (Grathem) · Ten Hove (Panningen) · Huis Brias · Huis Darth ·  Kasteel Hurpesch · Kasteel Sint-Jansgeleen · Kasteel Jerusalem · Kasteel Kaldenbroek · Den Kamp · Kasteel Karsveld · Kasteel Keverberg · Klein Paarlo · Klimmender Huuske · De Kolck · Koppelberg · Laar · Landsfort · Kasteel Lemiers · Kasteelruïne Lichtenberg · Kasteel Limbricht · Lonesteyn · Huize Lovendael · Mazenburg · Kasteel van Meerlo · Kasteel Meerssenhoven · Meezenbroek · Kasteel van Mheer · Middelaar · Kasteel Millen · Kasteel Montfort · Movert · Mulrode · De Munt · Château Neercanne · Kasteel Neubourg · Nienghoor · Huis Nierhoven · Kasteel Nieuwenbroeck · Nije Huys · Kasteel Nijenborgh · Kasteel Nijswiller · Nijthuysen · Kasteel Obbicht · Oedenrade · Kasteel Ooijen · Kasteel Oost (Valkenburg) · Kasteel Oost (Oost-Maarland) · Kasteel Ouborg · Overen · Kasteel Passarts-Nieuwenhagen · Prickenis · Prinsenhof · Puth · De Putting · Raath · De Raay · Ravenhof · Kasteel Reijmersbeek · Kasteel van Rijckholt · Kasteel Rivieren · Rodenbroek · Rosendaal · Kasteel Schaesberg · Kasteel Schaloen · Te Scharen · Schenkenburg · Kasteel Scheres · De Spijker (Geijsteren) · De Spijker (Leeuwen) · Huis Severen · Sibberhuuske · Château St. Gerlach · Spraland · Huis De Spyker · Huize Stalberg · Stalberg (Wellerlooi) · De Steeg · Kasteel Stein · Steinhagen · Steenen Huis · Stoel van Swentibold · Strijthagen (Landgraaf) · Strijthagen (Welten) · Struyver · Kasteel Terborgh · Terlinden (Wijnandsrade) · Terveurdt · Ter Weyer · Kasteel Ter Worm · De Tombe · Huis De Torentjes · Triest · Trippaert · Kasteel Vaalsbroek · Kasteel Vaeshartelt · Valkenburg · Vliek · De Vroenhof · Vrijburg · Kasteel Wambach · Warenberg · Well · Weyershof ·  Wijlre · Kasteel Wijnandsrade · Wijnandsrade · Wijnantshof · Wissegracht · Huize Witham · Kasteel Wittem · Wolfrath · Wylre